# العلاقات الكوبية المولدوفية
العلاقات الكوبية المولدوفية هي العلاقات الثنائية التي تجمع بين كوبا ومولدوفا.

## مقارنة بين البلدين
هذه مقارنة عامة ومرجعية للدولتين:
| وجه المقارنة                                              | كوبا                              | مولدوفا                           |
| --------------------------------------------------------- | --------------------------------- | --------------------------------- |
| المساحة (كم2)                                             | 109.88 ألف                        | 33.85 ألف                         |
| عدد السكان (نسمة)                                         | 11.48 مليون                       | 2.55 مليون                        |
| الكثافة السكانية (ن./كم²)                                 | 104.48                            | 75.33                             |
| العاصمة                                                   | هافانا                            | كيشيناو                           |
| اللغة الرسمية                                             | اللغة الإسبانية                   | اللغة المولدوفية، اللغة الرومانية |
| العملة                                                    | بيزو كوبي، بيزو كوبي قابل للتحويل | ليو مولدوفي                       |
| الناتج المحلي الإجمالي (بليون دولار)                      | 87.13 مليار                       | 8.13 مليار                        |
| الناتج المحلي الإجمالي (تعادل القوة الشرائية) بليون دولار |                                   | 17.94 مليار                       |
| الناتج المحلي الإجمالي الاسمي للفرد دولار أمريكي          |                                   | 3.65 ألف                          |
| الناتج المحلي الإجمالي للفرد دولار أمريكي                 |                                   | 4.98 ألف                          |
| مؤشر التنمية البشرية                                      | 0.769                             | 0.693                             |
| رمز المكالمات الدولي                                      | +53                               | +373                              |
| رمز الإنترنت                                              | .cu                               | .md                               |
| المنطقة الزمنية                                           | 00                                | ت ع م+02:00، ت ع م+03:00          |

## منظمات دولية مشتركة
يشترك البلدان في عضوية مجموعة من المنظمات الدولية، منها:
| علم المنظمة | اسم المنظمة                   | تاريخ انضمام كوبا | تاريخ انضمام مولدوفا |
| ----------- | ----------------------------- | ----------------- | -------------------- |
|             | منظمة التجارة العالمية        | ?                 | ?                    |
|             | الاتحاد الدولي للاتصالات      | 16 يناير 1918     | 20 أكتوبر 1992       |
|             | الأمم المتحدة                 | 24 أكتوبر 1945    | 2 مارس 1992          |
|             | الاتحاد البريدي العالمي       | ?                 | ?                    |
|             | منظمة الشرطة الجنائية الدولية | ?                 | ?                    |
|             | منظمة حظر الأسلحة الكيميائية  | ?                 | ?                    |
|             | يونسكو                        | 29 أغسطس 1947     | 27 مايو 1992         |

## وصلات خارجية
- موقع وزارة الخارجية الكوبية
- موقع وزارة الخارجية المولدوفية